# Villa Nobel
Villa Nobel è una storica residenza di Sanremo in Italia.

## Storia
La villa venne eretta nel 1871 secondo il progetto dell'architetto Filippo Grossi su commissione del farmacista rivolese Pietro Vacchieri. Il 28 luglio 1874 questi vendette la proprietà al cavaliere genovese Lazzaro Patrone. L'erede di quest'ultimo vendette a sua volta la villa allo scienziato svedese Alfred Nobel nel 1891.
Il nuovo proprietario affidò nel 1892 la completa ristrutturazione della palazzina all'architetto Pio Soli, che intervenne soprelevandola di un piano e dotandola di un tetto a mansarda. Nobel vi visse gli ultimi anni della sua vita, prima di morirvi il 10 dicembre 1896.
L'anno dopo la sua morte, gli eredi di Nobel vendettero la proprietà a Max Adolphe Philipp, direttore della Società tedesca di dinamite, già designato dallo stesso Nobel come esecutore testamentario nel 1893.
A partire dal 2002 la villa, dopo essere stata sottoposta a interventi di restauro conservativo, è aperta e fruibile al pubblico, ospitando il Museo nobeliano.

## Descrizione
L'edificio originario presentava uno stile eclettico neomoresco del quale gli interventi stilistici successivi contribuirono ad accentuare l'eccentricità.

## Galleria d'immagini

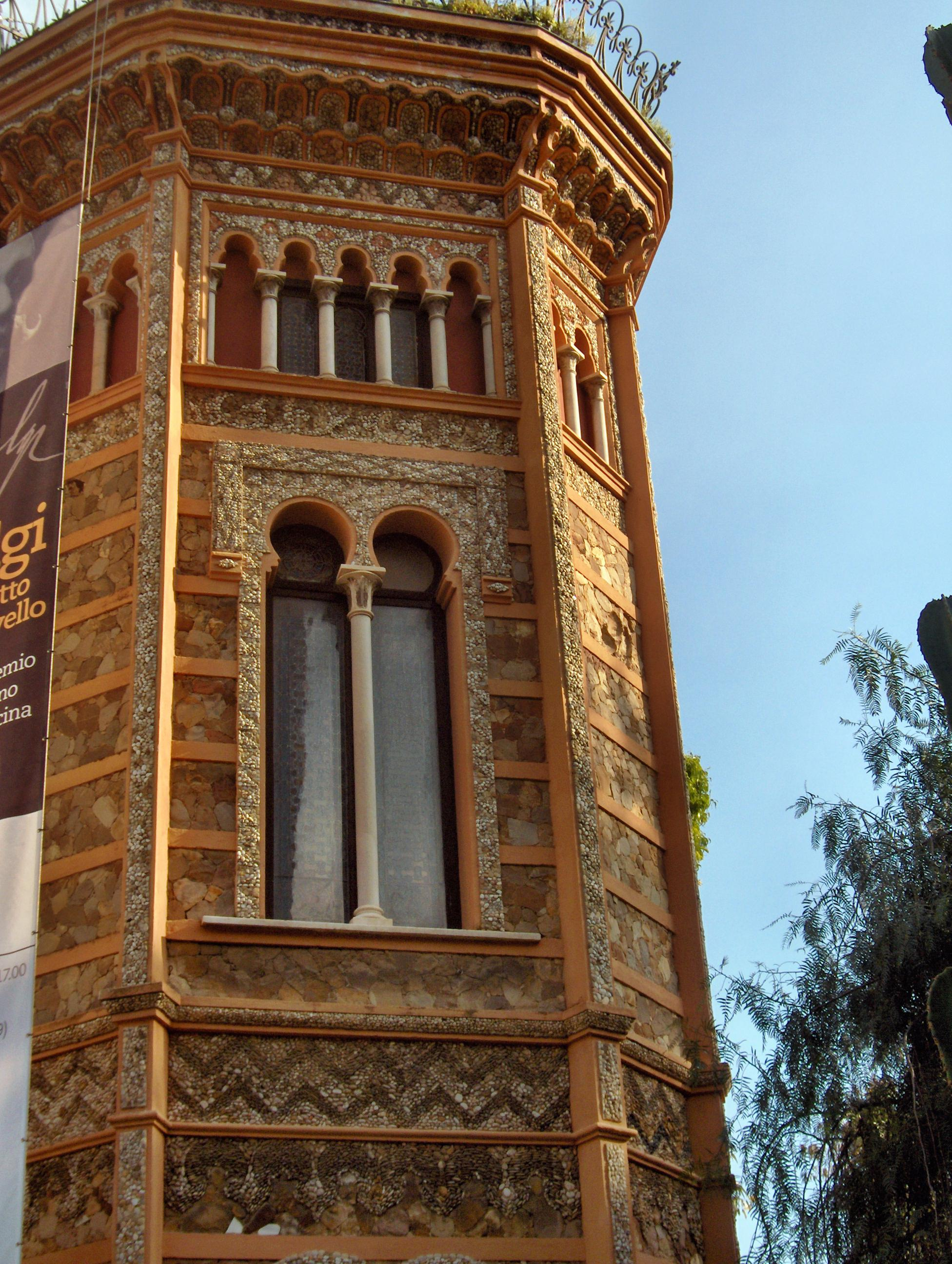
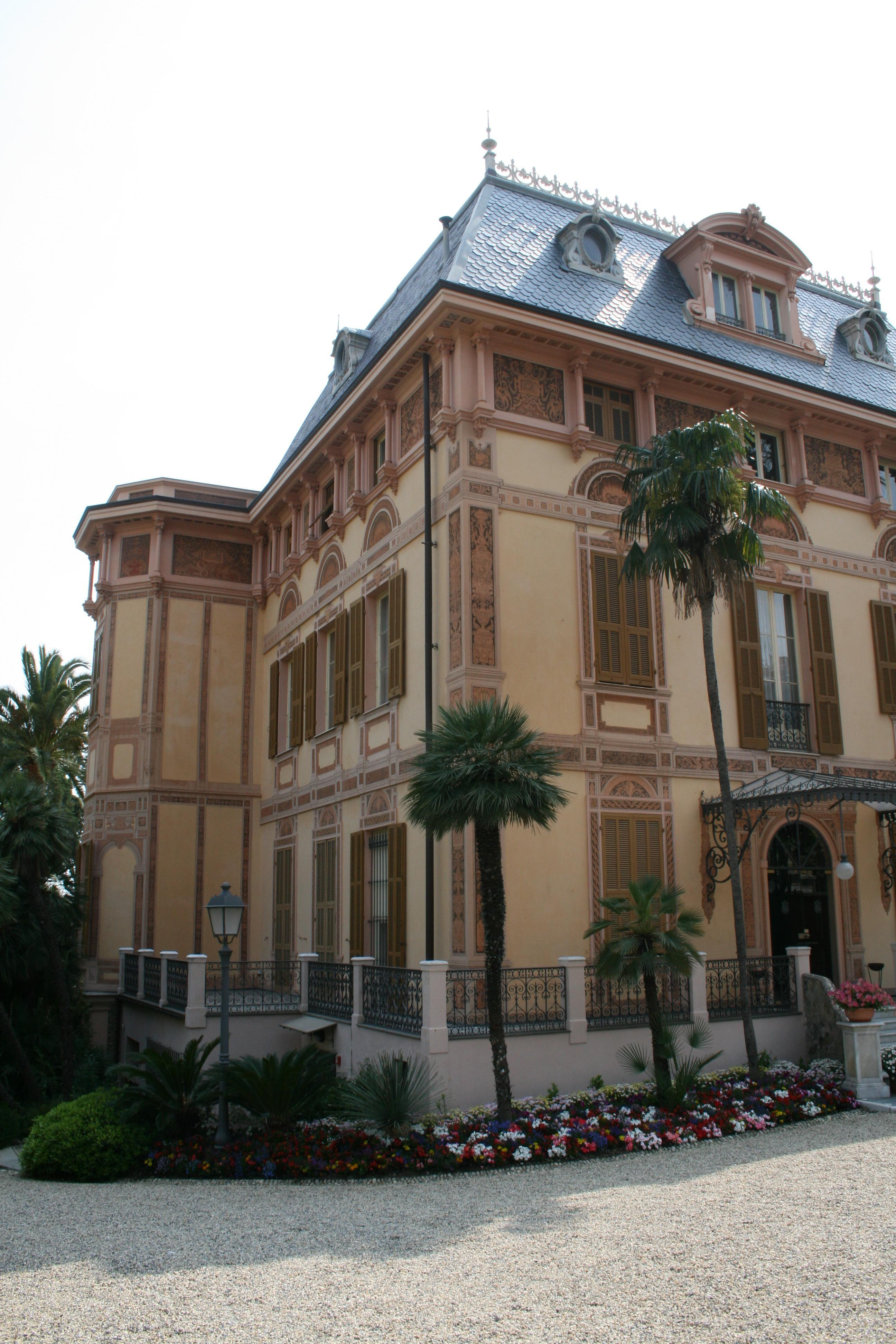
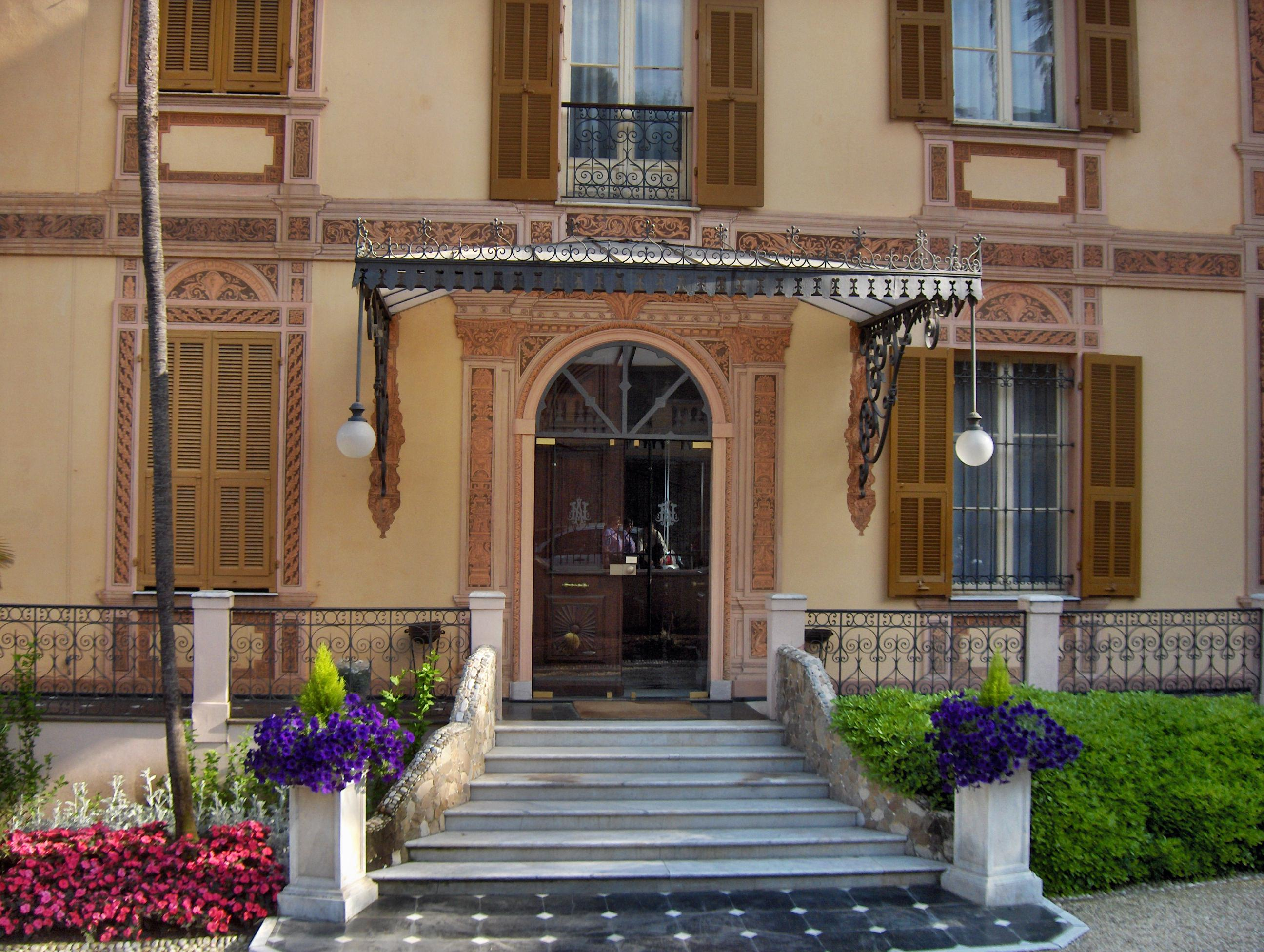